# Winterswijk
 Denne artikel handler om selve byen Winterswijk. Ordet Winterswijk bruges ofte også som en kort betegnelse for Winterswijk Kommune.
Winterswijk er en nederlandsk kommune og en by beliggende i den østlige del af Holland. Den har en befolkning på 28,999 og tilhøre regionen Achterhoek, som ligger i den østligste del af provinsen Gelderland i Holland.